# 市比野温泉
市比野温泉（いちひのおんせん）は、鹿児島県薩摩川内市樋脇町市比野（旧薩摩郡樋脇郷市比野村）にある温泉。江戸時代から大衆のための湯治場として栄えた歴史を持つ。

## 泉質
- 弱アルカリ単純泉

慢性間接・筋肉リウマチ、神経痛神経炎などに効用があるとされる。ラドン含有量7.88。

## 温泉街
市比野川沿いの田園地帯に湧く温泉地で、泉源は10ヶ所とかなり多い。その周りに数件の旅館が構えるが、旅館の規模はさほど大きくなく、近郷の湯治向けという昔ながらのスタイルを守っている。また、格安の公衆浴場（薩摩川内市の市営浴場として、上之湯・下之湯の2箇所を有する）もあり、美人湯としても知られ、観光客も多く訪れる。

## 歴史
市比野温泉の名前の由来は、昔、市比野温泉一帯に、イチイの木が多く茂っていたことから来ている。
薩摩藩第十九代藩主、島津光久がこの近くで猟を楽しんでいたところ、いで湯を発見。光久は「これぞ天下の名泉」とばかりに、近郷の人々に多く利用させてもらえるよう、早急に湯治場を作らせたという。

## 交通アクセス
- 鉄道：九州新幹線、鹿児島本線、肥薩おれんじ鉄道川内駅下車
- バス：市内横断シャトルバス 樋脇・入来コース 遊湯館バス停下車、鹿児島交通 入来駅行き 市比野バス停下車、エアポートシャトル川内線 市比野バス停下車